# 康尼瑪拉國家公園
康尼瑪拉國家公園（英語：Connemara National Park）是愛爾蘭共和國的六處國家公園之一，位於戈爾韋郡西部的康尼瑪拉地區。康尼瑪拉國家公園成立於1980年，面積2,957公頃。除了擁有原始的自然景觀之外，康尼瑪拉國家公園也擁有眾多考古學的遺跡。康尼瑪拉國家公園的生物中以鳥類的種類最為多樣。

## 外部連結
- National Parks & Wildlife Service of Ireland （页面存档备份，存于）
- Connemara National Park  （页面存档备份，存于）
- Connemara National Park Hostel / Restaurant